# Open shop
Se denomina open shop (literalmente en idioma inglés: "taller abierto", o "negocio abierto"), en Estados Unidos y Canadá, a una empresa empleadora en la cual no es preciso asociarse o apoyar financieramente un sindicato (closed shop) como condición para ser contratado o para continuar trabajando. A veces el Open shop también es denominado merit shop.

## Open shop vs closed shop
La principal diferencia entre un open shop y un closed shop es el requisito de ser miembro de un sindicato. Existen numerosas opiniones sobre los beneficios y desventajas de los open shops.

### Pros y contras de losopen shops
En los Estados Unidos, la promulgación de leyes sobre 'derecho al trabajo', y que han otorgado mayor flexibilidad en la forma en que los empleados deciden ser miembros de los sindicatos, en algunos estados han estado asociados con un menor nivel de desempleo y un costo de vida inferior. También ha estado relacionado con una cantidad inferior de beneficios.

### Posición de los sindicatos
Un open shop es una fábrica, oficina, u otro establecimiento en el cual el sindicato, elegido por la mayoría de los empleados, actúa como representante de todos los empleados en negociar acuerdos con el empleador, pero en los cuales la pertenencia a un sindicato no es una condición para ser empleado.
Los sindicatos se han manifestado en contra del open shop adoptado por los empleadores en los Estados Unidos en la primera década del siglo XX, ya que lo consideraban un intento de excluir a los sindicatos de las industrias. Por ejemplo, sindicatos de oficios de la industria de la construcción siempre han controlado el suministro de mano de obra en determinados oficios y zonas geográficas como una forma de mantener los estándares del sindicato y establecer condiciones de negociación colectivas con los empleadores.
Para hacer esto, los sindicatos sostienen, especialmente los sindicatos de la construcción; y en menor medida los sindicatos que representan a los músicos, estibadores portuarios, empleados de restaurantes y otros que trabajan de manera transitoria y por períodos breves; deben exigir que los empleadores solo contraten a sus miembros.
El open shop fue un componente clave del American Plan lanzado en la década de 1920. En esa época el open shop estaba orientado no solo a los sindicatos de la construcción sino también a las industrias de producción en masa. Nuevamente los sindicatos fueron de la opinión que las políticas propuestas le daban a los empleadores la oportunidad de discriminar en el empleo en contra de los miembros de los sindicatos y eran conducentes a reforzar la oposición a todo tipo de negociaciones colectivas.

## Status legal del open shop
La expresión open shop es utilizado de manera similar en Canadá, principalmente en lo que respecta a los trabajadores de la construcción que tienen parte de sus empleados no asociados a sindicatos. Los canadienses gozan de la libertad de asociarse, garantizada por la Carta de Derechos y Libertades, la cual de manera inherente incluye el derecho de no asociarse.
La ley laboral de Estados Unidos establece que es ilegal el open shop en su forma extrema: prohíbe a los empleadores del sector privado negarse a emplear personal sobre la base de que pertenezcan a un sindicato, como también evita la discriminación contra empleados que no desean asociarse a los sindicatos.